# Idioma afade
El afade (o afaɗə) es una lengua afroasiática hablada en el este de Nigeria y en el noroeste de Camerún.

## Clasificación
El afade es un idioma del grupo Biu-Mandara de la familia de lenguas afroasiáticas. Está relacionado con las lenguas camerunesas mpade, maslam, malgbe , mser y lagwan.

## Distribución geográfica

### Ethnologue
Los hablantes de Afade son los indígenas Kotoko de Camerún y Nigeria. Según Ethnologue, en Camerún se habla en la Región del Extremo Norte: división Logone-and-Chari, subdivisión sur de Makary, área de Afade. El idioma lo hablan 6.700 hablantes de Camerún. En Nigeria, el afade lo hablan 40.000 hablantes en el estado de Borno, Ngala LGA, 12 aldeas. No hay dialectos conocidos.

### ALCAM (2012)
En Camerún, el afade se habla en la parte sur de la comuna de Makary, centrada en la ciudad de Afade y extendiéndose hasta Logone-Birni (Departamento de Logone-et-Chari, Región del Extremo Norte). Se habla principalmente en Nigeria.

## Fonológia
|                  | Labiales | Dentales | Alveolares | Postalveolares | Palatales | Velares | Labiovelares | Glotales |
| ---------------- | -------- | -------- | ---------- | -------------- | --------- | ------- | ------------ | -------- |
| Nasales          | m        |          | n          |                |           |         |              |          |
| Oclusivas tenues | p        |          | t          |                |           | k       | kp           | ʔ        |
| Oclusivas sonora | b        |          | d          |                | ɟ         | ɡ       | ɡb           | ʔ        |
| Eyectivas        | pfʼ      | t̪θʼ      |            |                | cʼ        | kʼ      |              |          |
| Implosivas       | ɓ        |          | ɗ          |                |           |         |              |          |
| Fricativas       | f        |          | s ɬ        | ʃ              |           |         |              | h        |
| Resonantes       |          |          | lr         |                | j         |         | w            |          |

El afade tiene una gran variedad de consonantes, incluidas las eyectivas, las implosivas y las paradas labial-velares. Los sonidos vocálicos del afade son / i ɤ o ɛ ɔ a ɑ /. El sonido /a/ es frontal, en lugar de central.